# Tecnoestrutura
Tecnoestrutura é um grupo organizado de especialistas (engenheiros, administradores, contabilistas, economistas, matemáticos, estatísticos, analistas, especialistas em design, em marketing, em vendas, dentre outros) de uma empresa ou entidade, capitalista ou socialista, que, dadas as exigências de altas tecnologias e de planejamento complexo, são responsáveis pelo planejamento estratégico, pesquisa, criação e desenvolvimento de produtos e serviços, administração, marketing e vendas. 
O termo "tecnoestrutura" foi citado por John Kenneth Galbraith no seu livro "O Novo Estado Industrial" ("The New Industrial State", 1978). 
O antigo empresário industrial do começo do século XX, principalmente nos Estados Unidos da América, quando a produção de bens não requeria muita tecnologia, detinha todo o poder dentro da empresa capitalista. Esta situação começou a mudar quando, com a concorrência mais acirrada e exigências de cada vez mais altas tecnologias e processos mais eficientes de produção, e planejamento mais sofisticado, houve a necessidade de se recorrer a novas tecnologias, métodos, processos de fabricação, designs. Surge então a classe dos especialistas dentro da empresa, a tecnoestrutura, muitas vezes dissidentes das empresas convencionais, como ocorreu no caso da GM, ou por meio de sucessão como no caso da Ford, que vieram para modernizar as empresas, e adaptá-las aos novos tempos. Desde então, nas empresas, essas tecnoestruturas passaram a ser cada vez mais  sofisticadas, até os dias de hoje. A tecnoestrutura é que detém o poder decisório administrativo dentro da grande empresa, do sistema de planejamento, tipicamente uma sociedade anônima, embora não detenha quantidade significativa de ações, e muito menos o controle acionário, normalmente nas mãos de um acionista ou grupo de acionistas, que dependendo do grau de dispersão das ações, pode adquirir o controle com bem menos de 50 por cento. Cabe enfatizar que os acionistas controladores estão sujeitos às decisões administrativas e técnicas da tecnoestrutura, grupo altamente capacitado em todas as áreas da empresa:  produção, pesquisa e desenvolvimento, processamento de dados, investimentos, marketing, vendas, contabilização, administração,etc.  

## Referência
- O Novo Estado Industrial - John Kenneth Galbraith.
- The New Industrial State - John Kenneth Galbraith.